# Dicranomyia (Neolimnobia) tricincta tricincta
Dicranomyia (Neolimnobia) tricincta tricincta is een ondersoort van de tweevleugelige Dicranomyia (Neolimnobia) tricincta uit de familie steltmuggen (Limoniidae). De ondersoort komt voor in het Neotropisch gebied.